# Campeonato Mundial de Natación en Aguas Abiertas de 2004
El VIII Campeonato Mundial de Natación en Aguas Abiertas se celebró en Dubái (Emiratos Árabes Unidos) entre el 26 de noviembre y el 2 de diciembre de 2004. Fue organizado por la Federación Internacional de Natación (FINA). Participaron un total de 90 nadadores representantes de 26 federaciones nacionales.

## Resultados

### Masculino
| Evento        | Oro                                | Plata                               | Bronce                               |
| ------------- | ---------------------------------- | ----------------------------------- | ------------------------------------ |
| 5 km (27.11)  | Grant Cleland Australia 56:52,9    | Christian Hein · Alemania · 56:54,1 | Josh Santacaterina Australia 56:55,5 |
| 10 km (29.11) | Thomas Lurz · Alemania · 1:54:38,0 | Alan Bircher Reino Unido 1:54:44,8  | Danil Serebrennikov Rusia 1:55:02,8  |
| 25 km (02.12) | Brendan Capell Australia 5:05:39,6 | Yuri Kudinov Rusia 5:07:05,2        | Evgeni Kochkarov Rusia 5:07:59,7     |

### Femenino
| Evento        | Oro                                  | Plata                                        | Bronce                                |
| ------------- | ------------------------------------ | -------------------------------------------- | ------------------------------------- |
| 5 km (27.11)  | Larisa Ilchenko Rusia 1:03:11,9      | Xenia Popova Rusia 1:03:43,8                 | Sara McLarty Estados Unidos 1:03:52,9 |
| 10 km (30.11) | Britta Kamrau · Alemania · 2:07:51,7 | Jana Pechanová · República Checa · 2:07:52,8 | Lauren Arndt Australia 2:07:53,9      |
| 25 km (01.12) | Britta Kamrau · Alemania · 5:43:09,6 | Edith van Dyk · Países Bajos · 5:43:09,7     | Natalia Pankina Rusia 5:43:14,4       |

## Medallero
| Núm. | País            | Oro | Plata | Bronce | Total |
| ---- | --------------- | --- | ----- | ------ | ----- |
| 1    | Alemania        | 3   | 1     | 0      | 4     |
| 2    | Australia       | 2   | 0     | 2      | 4     |
| 3    | Rusia           | 1   | 2     | 3      | 6     |
| 4    | Países Bajos    | 0   | 1     | 0      | 1     |
| 4    | Reino Unido     | 0   | 1     | 0      | 1     |
| 4    | República Checa | 0   | 1     | 0      | 1     |
| 7    | Estados Unidos  | 0   | 0     | 1      | 1     |

- Datos: Q676496